# ドミニオ・デ・ピングス

ワイナリーがあるリベラ・デル・ドゥエロ (DO)

ドミニオ・デ・ピングス(スペイン語: Dominio de Pingus)は、スペイン・カスティーリャ・イ・レオン州バリャドリッド県キンタニーリャ・デ・オネシモにあるワイナリー。スペインの原産地呼称制度であるデノミナシオン・デ・オリヘン(DO)におけるリベラ・デル・ドゥエロ (DO)に所在する。ブドウ畑はバリャドリッド県ラ・オラ周辺に存在する。
旗艦銘柄の「ドミニオ・デ・ピングス」はカルト・ワインのひとつとされており、生産されたワインは超高額で販売され、入手するのが困難である。
ドミニオ・デ・ピングス社が生産するワインには、セカンドラベルの「フロール・デ・ピングス」、それぞれ1樽のみ生産される「クベエ」、「アメリア」がある。近年には地元のブドウ栽培農家とともに、ティント・フィノ種（テンプラニーリョ種のこの地域での呼称）の古樹を栽培する「PSI」と呼ばれる共同プロジェクトを行っている。

## 歴史
ペスケラ・デ・ドゥエロのアシエンダ・モナステリオ（修道院農園）でマネージャーを務めていたデンマーク人ワイン醸造家のピーター・シセック(Peter Sisseck)によって、1995年にドミニオ・デ・ピングス社が設立された。シセックはドミニオ・デ・ピングス社のワイン生産哲学について、「私が所有するブドウ畑のブドウの樹はとても古いものである。彼ら（ブドウの樹）の収量は高くないし、農薬を用いることもない。伝統的なバソ方式によって栽培する。彼らは完璧である」と述べている。
旗艦銘柄「ドミニオ・デ・ピングス」の1995年ヴィンテージ（初ヴィンテージ）について、著名なワイン評論家のロバート・パーカーは「私が今までテイスティングしたワインの中でもっとも偉大でもっとも興奮するワインのひとつ」だとした。初ヴィンテージの生産量はわずか325ケースととても限られ、当初は1本あたり200米ドルに設定されて販売された。1997年11月には75ケースの「ドミニオ・デ・ピングス」を積んでアメリカ合衆国に向けて航行していた輸送船が、北大西洋のアゾレス諸島沖合で沈没。初ヴィンテージの希少価値はさらに高まった。輸送船沈没の報道はアメリカ市場に劇的な反応をもたらし、「ドミニオ・デ・ピングス」の価格は1本あたり495米ドルに急上昇した。
2008年4月のロンダ・ワイン生産者会議では、「特定のワイン評論家の味覚に合うようなワインを生産する生産者もいる」と述べたデカンター誌の編集者ギュイ・ウッドワードの発言にシセックが腹を立てた。質疑応答の時間には、生産哲学を持たないワイン生産者の存在を暗に意味したウッドワードの傲慢な発言に対して、シセックは「私はそんなことが可能であるとは思わない」と付け加えた。
2007年、スペイン政府はドミニオ・デ・ピングスや他のワイナリーのブドウ畑を横断する幹線道路の拡張計画の承認を発表した。シセックはこの道路拡張計画に強く反対しており、この計画がスペイン政府の「報復的な措置」であるとした。

## 生産

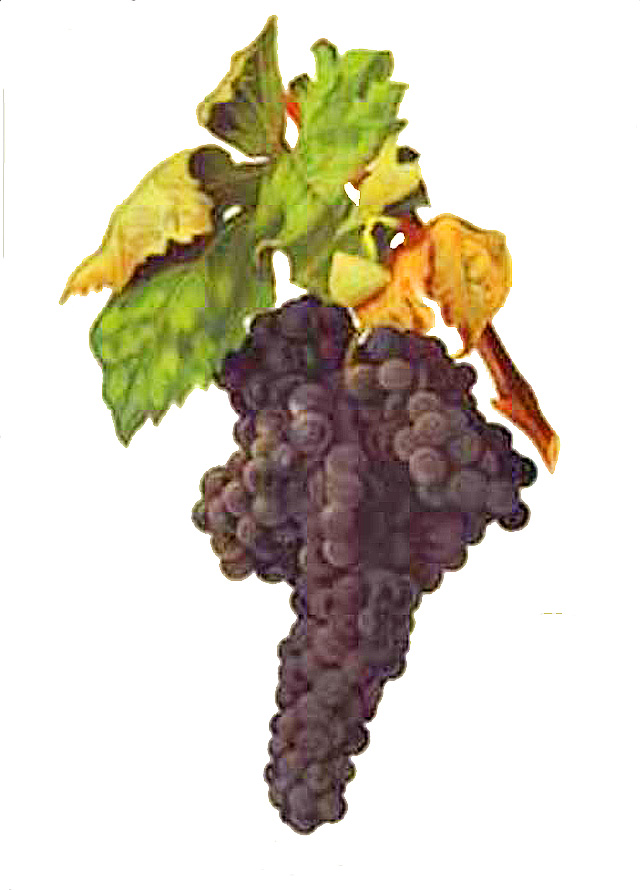
「ドミニオ・デ・ピングス」に用いられるティント・フィノ種

### 旗艦銘柄「ドミニオ・デ・ピングス」
バロッソにはティント・フィノ種（リベラ・デル・ドゥエロでのテンプラニーリョ種の呼称）が植えられた2.5ヘクタール（6.2エーカー）のブドウ畑があり、このブドウ畑の樹齢は65年に達している。サン・クリストバルには1.5ヘクタール（3.7エーカー）のブドウ畑があり、こちらのブドウ畑の樹齢は70年を超えている。これらの古樹の収量は1ヘクタールあたり12ヘクトリットルの低収量である。2000年以降はバイオダイナミック農法が用いられている。旗艦銘柄「ドミニオ・デ・ピングス」の生産量は500ケース以下であることが多いが、劣ったヴィンテージの年にはまったく生産されないこともある。

### セカンドラベル「フロール・デ・ピングス」
セカンドラベルの「フロール・デ・ピングス」はティント・フィノ種のセパージュワインであり、ラ・オラ周辺にある樹齢35年以上の貸借ブドウ畑で栽培された果実が用いられる。2005年ヴィンテージからバイオダイナミック農法が用いられている。年間の生産量は平均4,000ケースである。

### 「クベエ」、「アメリア」
旗艦銘柄の「ドミニオ・デ・ピングス」とセカンドラベルの「フロール・デ・ピングス」に加えて、ドミニオ・デ・ピングス社はそれぞれ1樽ずつ「クベエ」と「アメリア」を生産している。これらは樹齢100年を超す樹の1ヘクタールあたり10ヘクトリットルと超低収量の畑のブドウを使用し、2003年の初ヴィンテージからバイオダイナミック農法が用いられている。2005年ヴィンテージは25ケースが生産された。

### 「PSI」
「PSI」はティント・フィノ種の古樹を栽培する地元のブドウ栽培農家との共同プロジェクトであり、ブドウ栽培農家とティント・フィノ種の古樹を支援することを目的としている。2006年にプロジェクトが開始され、2007年に初ヴィンテージが出された。ブドウ栽培農家はバイオダイナミック農法または有機栽培を採用することが推奨されている。醸造責任者はピーター・シセックとパブロ・ルビオであり、ドミニオ・デ・ピングス社ではなくボデガス・イ・ビニェードス・アルナルドの名の下で販売する。巨大なコンクリート槽で醸造が行われ、コンクリート槽・木製樽・オーク樽で熟成される。2009年ヴィンテージは9,600ケースが生産され、2010年ヴィンテージは16,600ケースが生産された。

### その他
- Dominio de Pingus dossier Rare Wine Co.
- PSI Rare Wine Co.
- PSI 2009 fact sheet